# 北方刺海馬
北方刺海馬為輻鰭魚綱棘背魚目海龍魚科的其中一種，分布於中西太平洋區的澳洲北部及巴布亞紐幾內亞南部海域，棲息深度12-60公尺，本魚背鰭軟條18枚，體環11個，尾環30-35個，體長可達14公分，棲息在大陸棚，屬肉食性，以小型甲殼類為食，卵胎生。